# C/2020 A2 Iwamoto
C/2020 A2 Iwamoto è una cometa non periodica: la cometa è stata scoperta l'8 gennaio 2020 dall'astrofilo giapponese Masayuki Iwamoto.

## Orbita
La cometa segue un'orbita retrograda. Possiede una MOID molto piccola con il pianeta Marte.